# Guarneri

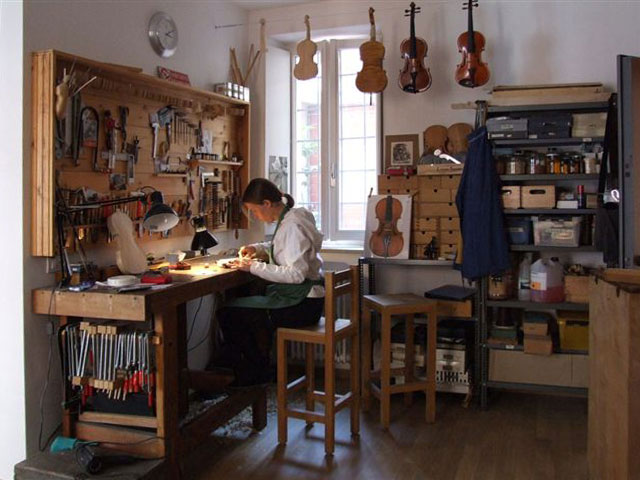
Een vioolwerkplaats in Cremona

De familie Guarneri was een vioolbouwersfamilie uit Cremona in de 17e en 18e eeuw. De belangrijkste leden zijn:
- Andrea Guarneri (1626-1698)
  - Pietro Giovanni Guarneri (1655-1720)
  - Giuseppe Giovanni Battista Guarneri (1666-ca. 1739)
    - Pietro Guarneri (1695-1765)
    - Giuseppe Antonio Guarneri, beter bekend als Giuseppe del Gesù (1698-1744)